# Franz Bach (Paläontologe)
Franz Bach (* 30. August 1886 in Mürzzuschlag; † 25. April 1943 in Leoben) war ein österreichischer Paläontologe und Lehrer.
Bach war von 1908 bis 1911 Assistent am Geologischen Institut der Universität Graz. Von 1911 bis 1943 war er Mittelschul-Lehrer, bis 1919 in Lundenburg, Mähren, im Anschluss daran in Leoben, Steiermark. Bach erforschte als Paläontologe die Säugetiere des steirischen Jungtertiärs.

## Veröffentlichungen
- Mastodonreste aus der Steiermark. In: Beiträge zur Palaeontologie und Geologie Oesterreich-Ungarns und des Orients. Band 23, 1910, S. 64–124 (zugleich Dissertation, Universität Graz; zobodat.at [PDF]).
- Die tertiären Landsäugetiere der Steiermark. In: Mitteilungen des Naturwissenschaftlichen Vereines für Steiermark. Band 45, 1908, S. 60–127 (zobodat.at [PDF]).
- Chalicotherienreste aus dem Tertiär Steiermarks. In: Jahrbuch der Kaiserlich-Königlichen Geologischen Reichsanstalt. Band 62, 1912, S. 681–690 (zobodat.at [PDF]).